# بروستاون (ویرجنییا)
بروستاون (به انگلیسی: Brucetown) یک منطقهٔ مسکونی در ایالات متحده آمریکا است که در شهرستان فردریک، ویرجینیا واقع شده‌است.